# Mesadenus
Mesadenus é um género botânico pertencente à família das orquídeas (Orchidaceae). Foi proposto por Friedrich Richard Rudolf Schlechter em Beihefte zum Botanischen Centralblatt 37(2/3): 367, em 1920, tipificado pelo Mesadenus galeottianus (A.Rich. & Galeotti) Schltr., primeiro descrito como Spiranthes galeottiana A.Rich. & Galeotti, em 1845. O nome do gênero vem do grego meso, meio, e adenos, glândula, em referência ao posicionamento do viscídio, no centro da superfície ventral do polinário de suas flores.
Este gênero, parente próximo da Schiedeella, pode ser reconhecido pelo já citado posicionamento do viscídio, no centro da superfície ventral do polinário de suas flores.
Cerca de cinco espécies são consideradas aceitas. São ervas terrestres, ocasionalmente rupícolas que, conforme a espécie, ocorrem em campos secos ou florestas úmidas, do nível do mar até 3000 metros de altitude. Três espécies existem no sul da Flórida, Caribe e América Central, duas no sudeste e nordeste brasileiros.
São ervas dotadas de raízes carnosas, folhas pecioladas, em regra ausentes durante a floração, dispostas basalmente em forma de roseta. A tênue inflorescência em espiga comporta muitas flores pouco vistosas dispostas para um dos lados. Suas diminutas flores são tubulares, com as extremidades livres e abertas; labelo inteiro, elíptico, na base provido de pequenos de aurículos espessados; e coluna curtíssima.

## Espécies
1. Mesadenus affinis (C.Schweinf.) Garay, Bot. Mus. Leafl. 28: 336 (1980 publ. 1982).
2. Mesadenus chiangii (M.C.Johnst.) Garay, Bot. Mus. Leafl. 28: 336 (1980 publ. 1982).
3. Mesadenus glaziovii (Cogn.) Schltr., Beih. Bot. Centralbl. 37(2): 368 (1920).
4. Mesadenus lucayanus (Britton) Schltr., Beih. Bot. Centralbl. 37(2): 368 (1920).
5. Mesadenus polyanthus (Rchb.f.) Schltr., Beih. Bot. Centralbl. 37(2): 369 (1920).
6. Mesadenus rhombiglossus (Pabst) Garay, Bot. Mus. Leafl. 28: 336 (1980 publ. 1982).
7. Mesadenus tenuissimus (L.O.Williams) Garay, Bot. Mus. Leafl. 28: 336 (1980 publ. 1982).